# Naqên
Naqên, ook geschreven als Nagqen is een plaats in de Tibetaanse Autonome Regio in de Volksrepubliek China.
In Naqên bevindt zich een hydro-elektrisch project dat werd gebouwd in de jaren '50.